# Theodor Steinheil

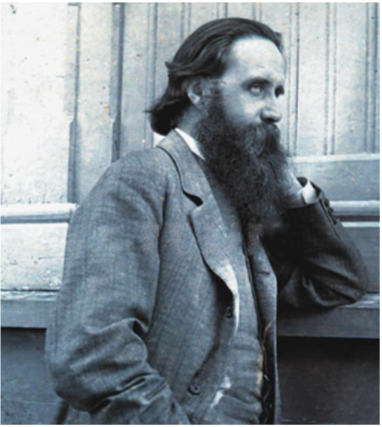
Theodor von Steinheil

Theodor von Steinheil (russisch Теодор фон Штайнгайль Teodor fon Schtaingail, auch Фёдор Рудольфович Штейнгель Fjodor Rudolfowitsch Schteingel; * 27.jul. / 9. Dezember 1870greg. in Sankt Petersburg; † 11. April 1946 in Dresden) war ein russisch-deutscher Wissenschaftler und Politiker. Er unterstützte die ukrainische Nationalbewegung.

## Leben

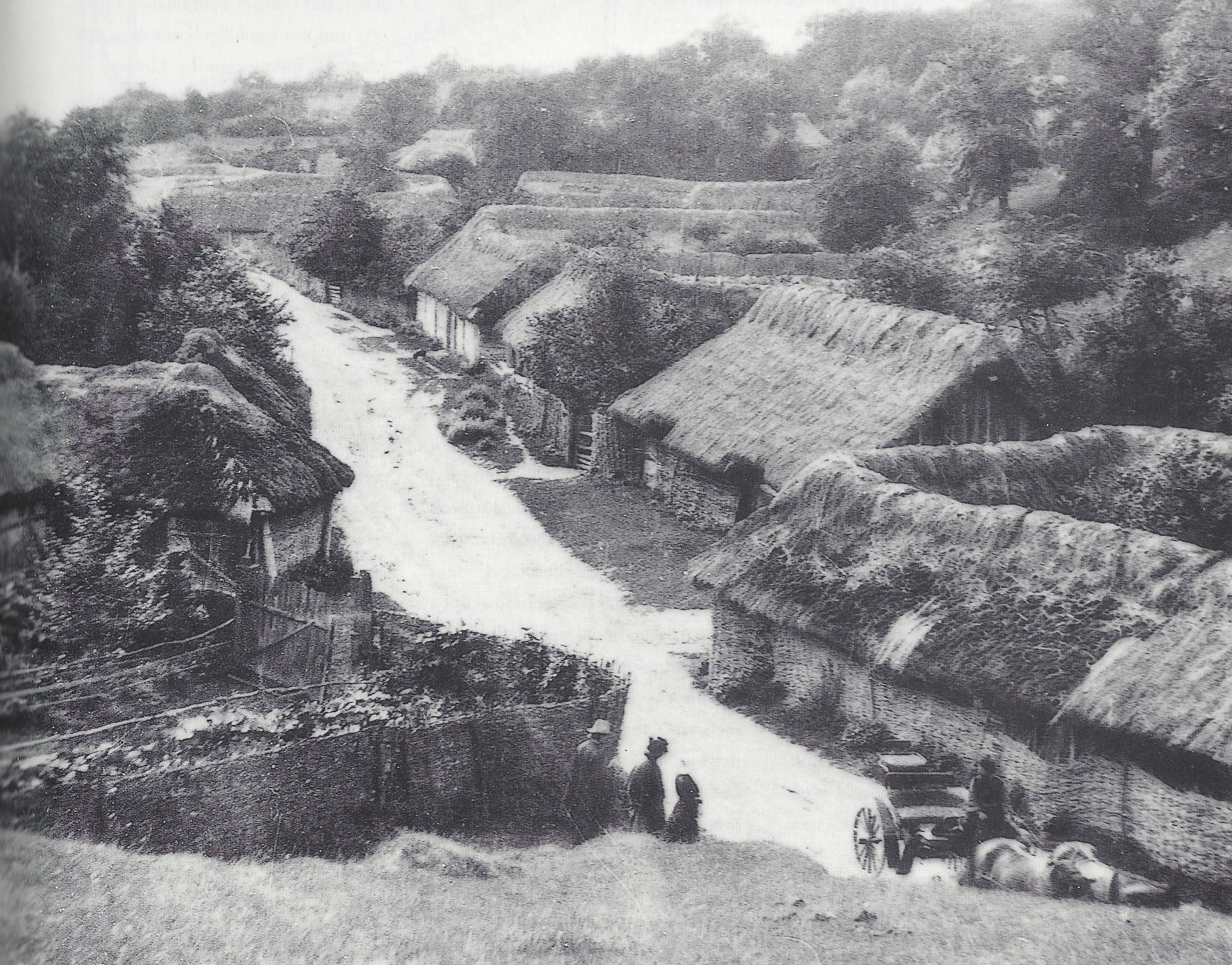
Horodok (Riwne)

Die aus Württemberg stammende Familie wurde im 18. Jahrhundert im Zarentum Russland geadelt. Der Vater Rudolf Steinheil war beim Eisenbahnbau in Russland zu Vermögen gekommen.
Theodor Steinheil lebte die meiste Zeit seines Lebens in Horodok bei Riwne. Aus der 1891 geschlossenen Ehe mit einer Ukrainerin ging der Sohn Boris hervor. Die Mutter starb im nächsten Jahr. 1893 heiratete er Wera Mykolajiwna, die ihm die Söhne Theodor (1912) und Wolodymyr schenkte.
In Horodok eröffnete Steinheil 1896 ein naturwissenschaftliches Museum. Die Winter verbrachte er in Kiew. Im Januar 1906 trat Steinheil der Konstitutionell-Demokratischen Partei Russlands (Kadetten) bei. Als Abgeordneter der Stadt wurde er 1906 in die Duma gewählt. Nach deren Duma gehörte er zu den Unterzeichnern des Wyborger Manifests, das die Bevölkerung zu zivilem Ungehorsam aufrief. Nach der Februarrevolution 1917 war er Ausschuss-Vorsitzender in der Kiewer Stadt-Duma, der Vorläuferin der Zentralna Rada. 1918 war er Botschafter des Hetmanats in Berlin. In der Zwischenkriegszeit lebte er in der Westukraine. Er wurde mit seiner Familie 1940 mit den Wolhyniendeutschen umgesiedelt. Er verließ Wolhynien und ging in das Deutsche Reich. Mit 76 Jahren starb er in Dresden. Mit großem materiellen Aufwand und in vielerlei Hinsicht wirkte er als Wohltäter gegenüber der ukrainischen Bevölkerung. In der Ukraine ist er deshalb bis heute nicht vergessen.

## Siehe auch

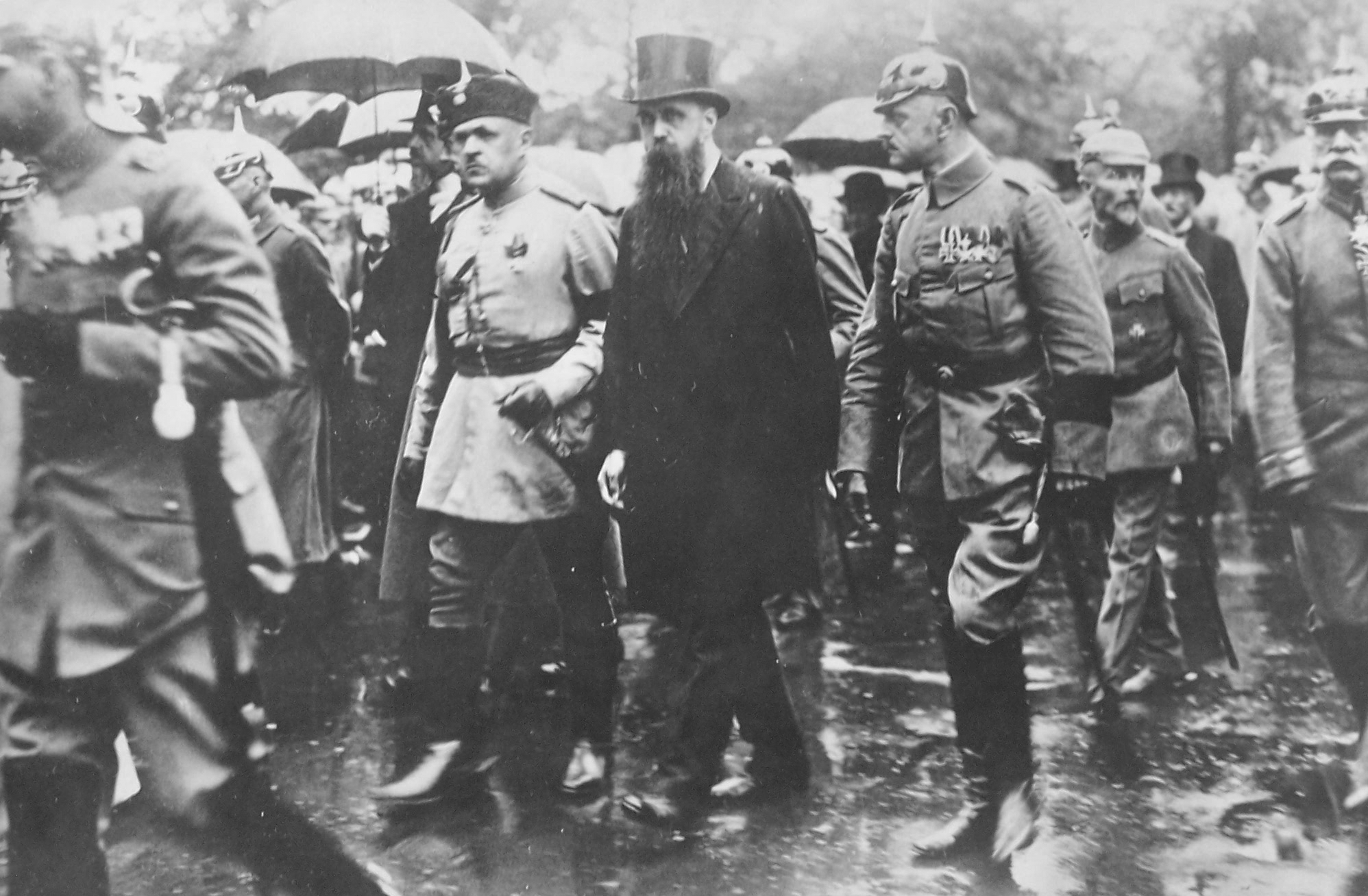
Der türkische Botschafter Rıfat Pascha und Theodor Steinheil bei der Beerdigung des in Kiew ermordeten Generalfeldmarschalls Hermann v. Eichhorn auf dem Invalidenfriedhof in Berlin (6. August 1918)